# التدخين في سنغافورة
يخضع التدخين في سنغافورة لقيود سُنَّت من خلال تشريعات مختلفة مثل قانون حظر التدخين في أماكن معينة، الذي سُنّ لأول مرة في عام 1970.

## انتشاره
في المسح الوطني للسكان الصحي لعام 2017 الذي أجرته وزارة الصحة ومجلس تعزيز الصحة، وجد أن 12% من السكان الذين شملهم الاستطلاع، والذين تتراوح أعمارهم بين 18 و69 عامًا، كانوا من المدخنين اليوميين، وهو انخفاض من 18.3% في عام 1992.

### بين الشباب والبالغين
انخفض معدل انتشار التدخين بين الطلاب في المدارس الثانوية والمعاهد الفنية ومعهد التعليم الفني من 8٪ (فترة المسح: 2011-2013) إلى 4٪ (فترة المسح: 2014-2016). من بين سكان سنغافورة الذين تتراوح أعمارهم بين 18 و29 عامًا، بلغت نسبة المدخنين 9.9% ممن شملهم الاستطلاع في عام 2017، وهو ما يمثل انخفاضًا من 17.2% في عام 2007. كان متوسط عمر المدخنين الذين بدأوا التدخين يوميًا 18 عامًا في عام 2017.

## تاريخ حظر التدخين
بدأ حظر التدخين في سنغافورة تدريجيًا لتشمل مجموعة واسعة من الأماكن العامة والخاصة على مدار العقود. في سبتمبر 1970، فرض الحظر لأول مرة في الحافلات، دور السينما، والمسارح. ثم توسع في أغسطس 1977 ليشمل الأماكن المغلقة التي يرتادها الناس بشكل كبير. وبعد حريق كينغز كروس عام 1987، طُبق الحظر في مترو سنغافورة.
- توسعات الحظر:
  - 2005: شمل محطات الحافلات، الملاجئ، المراحيض العامة، ومجمعات السباحة.[5]
  - 2006: أضيفت المقاهي ومراكز الباعة الجائلين.[6]
  - 2007: توسع ليشمل أماكن الترفيه الليلية مثل الحانات والنوادي. وسمح بإنشاء مناطق مخصصة للتدخين لا تتجاوز 10% من المساحات الداخلية أو 20% من المناطق الخارجية.[6]
  - 2009: أضيفت ملاعب الأطفال، الأسواق، مواقف السيارات تحت الأرض، ومناطق غير مكيفة في المكاتب والمصانع.[7]
  - 2013: شمل المناطق المشتركة في الكتل السكنية، مثل الممرات والمصاعد والجسور العلوية.[8]
  - 2016: امتد ليشمل المتنزهات، الخزانات، ومعسكرات القوات المسلحة.[9]
  - 2017: توسع ليشمل الجامعات المستقلة، المركبات المؤجرة، وفي نطاق 5 أمتار من المؤسسات التعليمية.[7]
  - 2019: حظر التدخين في منطقة شارع أورشارد، مع تخصيص مناطق محددة للمدخنين.
- العقوبات: يتم تغريم المدخنين بمبلغ يتراوح بين 200 و1000 دولار سنغافوري. تُفرض غرامات على مديري المؤسسات تصل إلى 500 دولار سنغافوري في حالة التكرار. تُعرف سنغافورة بسياساتها الصارمة للحفاظ على النظافة، حيث تعتبر أعقاب السجائر من أبرز مشاكل القمامة، لا سيما في المباني الشاهقة.[10]
- إجراءات إضافية: لا يُسمح للموظفين في قطاعات حكومية محددة، مثل برنامج إعادة التدوير الوطني، بالتدخين أثناء العمل. كما دعمت حملات مثل "سنغافورة خالية من التبغ" فكرة حظر بيع التبغ للمولودين بعد عام 2000 بهدف القضاء التدريجي على التدخين في البلاد.[11]

### مقترح الحظر في المساكن الخاصة
في عام 2018، أفاد أعضاء البرلمان في سنغافورة بأنهم تلقوا عددًا كبيرًا من الشكاوى من السكان بشأن دخول الدخان السلبي إلى منازلهم من الوحدات المجاورة. تفاقمت هذه المشكلة خلال الإغلاق الشامل في عام 2020، الذي أجبر الناس على قضاء وقت أطول داخل منازلهم. في ذلك الوقت، لم يكن يُسمح للمدخنين بمغادرة منازلهم لمجرد التدخين، حيث لم يُعتبر ذلك غرضًا ضروريًا. ونتيجة لذلك، تلقت الوكالة الوطنية للبيئة حوالي 11,400 شكوى تتعلق بالتدخين السلبي في أبريل 2020، بزيادة قدرها 2000 شكوى مقارنة بنفس الفترة من عام 2019.
في أكتوبر 2020، دعا لويس نج، عضو البرلمان، إلى فرض حظر على التدخين بالقرب من النوافذ والشرفات في شقق هيئة الإسكان العام والشقق الخاصة. واستند في ذلك إلى أن التدخين السلبي يمثل "مشكلة صحية عامة"، مشيرًا إلى وفاة حوالي 383 شخصًا في سنغافورة بسبب التدخين السلبي.
على الرغم من الأدلة العلمية التي تربط التدخين السلبي بأمراض خطيرة مثل السكتة الدماغية، أمراض القلب، سرطان الرئة، وحالات وفاة بين الأطفال، رفضت حكومة سنغافورة تطبيق الحظر المقترح، مما أثار جدلاً حول كيفية معالجة هذه القضية دون المساس بحقوق الأفراد.